# スタパ齋藤
スタパ齋藤（スタパさいとう、本名：齋藤 伸（さいとう しん）、1964年（昭和39年）8月28日 - ）は、日本のライター。埼玉県入間市出身。身長180cm・体重100kg。城西大学付属川越高等学校、東京造形大学卒業。

## 概要
パソコンやデジタル玩具などを中心に、とにかく自分が欲しいと思ったものを後先考えず頻繁に購入しては、その製品のレビューを書き散らすという仕事のスタイルから、「衝動買い技術者」を自称し、「物欲番長」という通称で知られるようになる。
言動・趣味
猫好き。「うか」と「とろ」という猫を飼っており、自身のブログでたびたび話題にしている。雑誌『ねこのきもち』の附録小冊子に記事を連載しており、飼い猫をモデルにして写真を掲載することがある。
釣りも愛好するために、現在『Rod and Reel（ロッド・アンド・リール）』（地球丸）というバス釣り雑誌でもレビューを書いている。
外見の特徴
顔中に蓄えたヒゲと白人のような外見から、盟友・船田巧（株式会社タフ代表取締役会長、“オルトアール総合雑談中心”編集長）は、「スタパの両親に会うまでロシア人の可能性を捨て切れなかった」と語っている。サイバー佐藤の制作したポリゴン風のグラフィック（額に旧JISマークが刻印されている）を肖像の代わりに使っている。
ペンネームの由来
「スーパーさんざっぱら」の略であり、「超～」という意味の造語。ただしスタパの「タ」がどこから来たのかはわからない。中学の頃にスタパ齋藤の友人数名が身内のみで使用していた言葉であった。アスキー時代に初めて記名記事を入稿する際に、とりあえず付けた「スタパ齋藤」という名前が定着してしまい、現在に至るまで使用している。
その他
2002年にデルコンピュータのテレビCMに起用された。
両親は薬剤師で、実家の薬局は一時期経営を兼業した後に、弟が引き継いでいる。
Twitterのアカウントを保持していたが、2015年5月7日をもって削除している。
スタパブログも、2016年3月31日をもってブログ連載を終了している。
インプレス「ケータイWatch」にて、Webコラム『スタパ齋藤の「スタパトロニクスMobile」』を連載中。

## メディア出演

### ファミ通
『ファミコン通信』の投稿コーナー『ゲーム帝国』の編集に協力していた。
アーケードゲーム紹介コーナー『ビーム通信』の中の1ページで『ヘボナイス新聞』というコーナーを作り、「ニセ毛利」というペンネームで病的にハイテンションなコラムを連載していたこともある。さらには同コーナーで、『ゲームセンターあらし』のパロディ4コマギャグ漫画『ゲームセンターいがらし』も連載（雑誌『EYE-COM』および後続の『週刊アスキー』の唐沢なをき連載漫画『電脳なをさん』にて不定期に掲載されていた同名漫画とは別）。作者は「作：万打無、画：原田哲夫」となっているが、齋藤の偽名。『ゲームセンターいがらし』は現在、著書『よりぬきスタパさん』で一部を読むことが出来る。なお連載時に元ネタである『ゲームセンターあらし』の作者すがやみつるに担当の編集者が許可を取ろうとしたがすがやに「パロディなら許可など求めないでください」と叱咤されている。なお、実質著者の齋藤はこのことを連載終了後まで知らなかった。
アーケードのレトロゲームを紹介するコーナーの『アーケードマニアックス』では、齋藤伸の本名の方の名義で協力参加していた。
『PCエンジン通信』の初期を担当。
『RPGツクール』の愛好家でもあり、ガイドブックの著者を担当していた。

### インターネット番組
impressTVでストリーミング放送されていた『スタパトロニクスTV』は、スタパ齋藤がアシスタントと共に、パソコンを中心とするガジェットを毎週紹介する番組。これ以降、スタパ齋藤自身が動画によっても登場するようになった。番組は主にスタパ齋藤の自宅で収録されている。この番組は7年間、363回に渡り配信され、impressTVのサービス終了に伴い番組が終了した2008年（平成20年）4月時点では、世界最長のインターネット動画配信番組となった。
2008年（平成20年）6月から2010年（平成22年）10月現在、同様の番組がImpress Watch Video内で『スタパビジョン』と名を変え隔週で配信されている（他に百瀬（篠崎）みのりも出演）。また、『スタパバンド実験放送』『スタパストリーム』というインターネットラジオが2003年（平成15年）から2004年（平成16年）まで配信され、現在でも聴取することができる。

## 著作

### 単著
- 齋藤伸『これからはじめるパソコン 中学校・情報基礎「技術家庭科」』 1巻、誠文堂新光社、1993年4月。ISBN 4-416-19304-1。
- 齋藤伸『これからはじめるパソコン 中学校・情報基礎「技術家庭科」』 2巻、誠文堂新光社、1993年4月。ISBN 4-416-19305-X。
- 『公式 大戦略V攻略ガイド』アスペクト〈Login Books〉、1996年7月。ISBN 4-89366-545-6。
- 『PC道 The Tao of PC』アスキー、1996年11月。ISBN 4-7561-1232-3。
- 齋藤伸『超簡単！ザウルス完全攻略ブック みるだけでわかる楽しい情報管理術』ダイヤモンド社〈Diamond digital life books 2〉、1996年11月。ISBN 4-478-96041-0。
- 『スタパミン』アスキー〈Tech books〉、1997年2月。ISBN 4-7561-1283-8。
- 『まちがいだらけのQ&A パソコンは気合だ！』アスキー、1997年4月。ISBN 4-7561-1286-2。
- 『スタパラノイア』アスキー〈Tech books〉、1999年3月。ISBN 4-7572-0398-5。
- 『スタパミンGOLD』アスキー〈Tech books〉、1999年3月。ISBN 4-7572-0348-9。
- 『スタパ齋藤の物欲番長 デジタルグッズ超買いまくり紀行』アスキー、1999年4月。ISBN 4-7561-3072-0。
- 『よりぬきスタパさん』アスキー〈Tech books〉、1999年10月。ISBN 4-7572-0552-X。
- 『スタパ式』アスキー〈ファミ通books〉、2000年3月。ISBN 4-7572-0761-1。
- 『スタパミンBLACK』アスキー〈Tech books〉、2000年3月。ISBN 4-7572-0732-8。
- 『スタパ齋藤の物欲番長 デジタルグッズ超買いまくり紀行』 弐、アスキー、2000年4月。ISBN 4-7561-3391-6。
- 『スタパ齋藤の俺はハマリ者！！』インプレス、2001年3月。ISBN 4-8443-1485-8。
- 『3000万円のムダ遣い デジタル機器買いまくり人生の軌跡』アスキー〈Tech books〉、2001年9月。ISBN 4-7561-3906-X。
- 『スタパ齋藤の物欲番長 デジタルグッズ超買いまくり紀行』 参、アスキー、2001年12月。ISBN 4-7561-3948-5。
- 『スタパ齋藤のデジタルカメラ物欲カタログ』 v.1、エンターブレイン〈エンターブレインムック〉、2002年12月。ISBN 4-7577-1270-7。
- 『間違いだらけのデジカメ選び 機種別デジタルカメラ徹底批評！』ソシム、2002年12月。ISBN 4-88337-335-5。
- 『ホントに楽しい電子たばこ 選び方からカスタマイズまで』リットーミュージック、2011年1月。ISBN 978-4-8456-1910-8。

### 共著
- スタパ齋藤、桃栗たき子『RPGツクールsuper dante公式ガイドブック』 実践編、ファミコン通信編集部 責任編集、アスペクト、1995年7月。ISBN 4-89366-354-2。
- スタパ齋藤、渋谷洋一『インターネット・マニアックス』アスペクト〈Aspect selection〉、1995年10月。ISBN 4-89366-418-2。
- スタパ齋藤、渋谷洋一『インターネット・マニアックス』 2巻、アスキー、1996年9月。ISBN 4-7561-1254-4。
- スタパ齋藤、船田戦闘機『100台のコンピュータ』アスキー、1998年9月。ISBN 4-7561-1866-6。
- 寺田克也、スタパ齋藤、伊藤ガビン『ジョン・シンメトリー』ラピュータ、2004年6月。ISBN 4-947752-63-7。
- スタパ齋藤、船田戦闘機『武蔵野電波のブレッドボーダーズ 誰でも作れる！遊べる電子工作』オーム社、2009年11月。ISBN 978-4-274-06784-6。
- スタパ齋藤『ガジェット愛がとまらない』るかぽん 漫画、メディアファクトリー、2013年1月。ISBN 978-4-8401-4947-1。

## その他
- Dell「DIMENSION 4300S」（TVCM） - 「ブロードバンド対応。今の日本に必要な価格。」というコピーと「PCジャーナリスト」の肩書きで、本人が出演していた[1]。